# ジ・インデックス
ジ・インデックス（The Index）は、アラブ首長国連邦ドバイの超高層ビル。

## 概要
高さは328m、80階建て。2010年に完成・開業した。設計はノーマン・フォスター。低層階の27階分はオフィスで、上層階の47階分は住居となっている。その間にスカイロビーが設けられ、プールやスポーツジムが入り、職場と住居を分ける構造となっている。